# Веслування на байдарках і каное на Європейських іграх 2023 — байдарки-одиночки, 200 метрів (жінки)
Змагання з веслування на байдарках-одиночках на дистанції 200 м серед жінок на Європейських іграх 2023 відбулися 22 - 23 червня 2023 року. Участь взяли 15 спортсменок з 15 країн.

## Призери
| Золото              | Срібло                 | Бронза                   |
| Емма Єргенсен Данія | Милиця Старович Сербія | Франциска Лая Португалія |

## Розклад
| Заїзд    | Дата      | Час   |
| -------- | --------- | ----- |
| Заїзд 1  | 22 червня | 10:49 |
| Заїзд 2  | 22 червня | 10:56 |
| Півфінал | 22 червня | 17:28 |
| Фінал    | 23 червня | 16:22 |

## Результати

### Заїзди
Перші три човни виходять до фіналу, решта - потрапляють до півфіналу. 
| Місце | Доріжка | Каноїстка              | Країна     | Час    | Примітки |
| ----- | ------- | ---------------------- | ---------- | ------ | -------- |
| 1     | 5       | Емма Єргенсен          | Данія      | 39.773 | F        |
| 2     | 4       | Анна Луч               | Угорщина   | 39.865 | F        |
| 3     | 6       | Франциска Лая          | Португалія | 40.173 | F        |
| 4     | 2       | Милиця Старович        | Сербія     | 40.685 | SF       |
| 5     | 7       | Діана Рибак            | Україна    | 41.565 | SF       |
| 6     | 3       | Мадара Алдіна          | Латвія     | 41.785 | SF       |
| 7     | 8       | Адела Газова           | Чехія      | 41.997 | SF       |
| 8     | 1       | Александра Міхалашвілі | Болгарія   | 43.353 | SF       |

| Місце | Доріжка | Каноїстка        | Країна    | Час    | Примітки |
| ----- | ------- | ---------------- | --------- | ------ | -------- |
| 1     | 4       | Домініка Путто   | Польща    | 40.452 | F        |
| 2     | 5       | Шпела Янич       | Словенія  | 40.772 | F        |
| 3     | 6       | Джулія Лагерстам | Швеція    | 41.961 | F        |
| 4     | 3       | Еліза Запата     | Іспанія   | 42.659 | SF       |
| 5     | 7       | Хіляль Авчі      | Туреччина | 42.823 | SF       |
| 6     | 8       | Франциска Відмер | Швейцарія | 43.543 | SF       |
| 7     | 2       | Нетта Малкінсон  | Ізраїль   | 45.337 | SF       |

### Півфінал[3]
| Місце | Доріжка | Каноїстка              | Країна    | Час    | Примітки |
| ----- | ------- | ---------------------- | --------- | ------ | -------- |
| 1     | 5       | Милиця Старович        | Сербія    | 41.331 | F        |
| 2     | 6       | Діана Рибак            | Україна   | 42.355 | F        |
| 3     | 2       | Мадара Алдіна          | Латвія    | 42.840 | F        |
| 4     | 4       | Еліза Запата           | Іспанія   | 42.900 | x        |
| 5     | 8       | Адела Газова           | Чехія     | 43.192 | x        |
| 6     | 3       | Хіляль Авчі            | Туреччина | 43.616 | x        |
| 7     | 9       | Александра Міхалашвілі | Болгарія  | 43.850 | x        |
| 8     | 7       | Франциска Відмер       | Швейцарія | 44.170 | x        |
| 9     | 1       | Нетта Малкінсон        | Ізраїль   | 46.248 | x        |

### Фінал[4]
| Місце | Доріжка | Каноїстка        | Країна     | Час    | Примітки |
| ----- | ------- | ---------------- | ---------- | ------ | -------- |
| 1     | 5       | Емма Єргенсен    | Данія      | 40.106 |          |
| 2     | 8       | Милиця Старович  | Сербія     | 41.006 |          |
| 3     | 7       | Франциска Лая    | Португалія | 41.058 |          |
| 4     | 3       | Анна Луч         | Угорщина   | 41.076 |          |
| 5     | 4       | Домініка Путто   | Польща     | 41.130 |          |
| 6     | 6       | Шпела Янич       | Словенія   | 41.742 |          |
| 7     | 2       | Джулія Лагерстам | Швеція     | 42.294 |          |
| 8     | 9       | Мадара Алдіна    | Латвія     | 42.834 |          |
| 9     | 1       | Діана Рибак      | Україна    | 42.908 |          |